# The Ultimate Sin Tour
The Ultimate Sin Tour es el nombre de una gira de conciertos realizada por la banda Ozzy Osbourne en 1986 como soporte del álbum The Ultimate Sin.

## Personal
- Ozzy Osbourne — Voz
- Jake E. Lee — Guitarra
- Phil Soussan – Bajo
- Randy Castillo – Batería
- John Sinclair – Teclados

## Lista de canciones

### Canciones tocadas
"O Fortuna" (Carl Orff) [Intro]
1. "Bark at the Moon"
2. "Suicide Solution"
3. "Over the Mountain"
4. "Never Know Why"
5. "Rock 'N' Roll Rebel"
6. "Believer"
7. "Mr Crowley"
8. "Shot in the Dark"
9. "I Don't Know"
10. "Killer of Giants" y solo de guitarra
11. "Thank God for the Bomb"
12. "Never"
13. "Lightning Strikes"
14. "The Ultimate Sin"
15. "Flying High Again"
16. "Secret Loser" y solo de batería
17. "Iron Man" y "Crazy Train"
18. "Paranoid"

### Setlist típico
"O Fortuna" (Carl Orff) [Intro]
1. "Bark at the Moon"
2. "Suicide Solution"
3. "Never Know Why"
4. "Mr Crowley"
5. "Shot in the Dark"
6. "I Don't Know"
7. "Killer of Giants" y solo de guitarra
8. "Thank God for the Bomb"
9. "The Ultimate Sin"
10. "Flying High Again"
11. "Secret Loser" y solo de batería
12. "Iron Man" y "Crazy Train"
13. "Paranoid"

## Fechas
| Fecha | Ciudad                           | País           | Escenario                               |
| Europa | Europa                           | Europa         | Europa                                  |
| --- | -------------------------------- | -------------- | --------------------------------------- |
| 6 de febrero de 1986 | Belfast                          | Irlanda        | Avoniel Leisure Centre Gym              |
| 7 de febrero de 1986 | Belfast                          | Irlanda        | Avoniel Leisure Centre Gym              |
| 9 de febrero de 1986 | Dublín                           | Irlanda        | SFX City Theatre, Dublín                |
| 10 de febrero de 1986 | Dublín                           | Irlanda        | SFX City Theatre, Dublín                |
| 12 de febrero de 1986 | Newcastle                        | Inglaterra     | Newcastle City Hall                     |
| 13 de febrero de 1986 | Mánchester                       | Inglaterra     | Manchester Apollo                       |
| 14 de febrero de 1986 | Mánchester                       | Inglaterra     | Manchester Apollo                       |
| 16 de febrero de 1986 | Edinburgh                        | Escocia        | Edinburgh Playhouse                     |
| 17 de febrero de 1986 | Sheffield                        | Inglaterra     | Sheffield City Hall                     |
| 19 de febrero de 1986 | Hammersmith                      | Inglaterra     | Hammersmith Apollo                      |
| 20 de febrero de 1986 | Hammersmith                      | Inglaterra     | Hammersmith Apollo                      |
| 21 de febrero de 1986 | Hammersmith                      | Inglaterra     | Hammersmith Apollo                      |
| 23 de febrero de 1986 | Birmingham                       | Inglaterra     | Birmingham Odeon                        |
| 24 de febrero de 1986 | Birmingham                       | Inglaterra     | Birmingham Odeon                        |
| 26 de febrero de 1986 | Hammersmith                      | Inglaterra     | Hammersmith Odeon Theatre               |
| 27 de febrero de 1986 | Nottingham                       | Inglaterra     | Nottingham Royal Concert Hall           |
| 28 de febrero de 1986 | Newcastle                        | Inglaterra     | Mayofair Ballroom                       |
| 2 de marzo de 1986 | Ipswich                          | Inglaterra     | Ipswich Gaumont Theatre                 |
| 3 de marzo de 1986 | Leicester                        | Inglaterra     | De Montfort Hall                        |
| 4 de marzo de 1986 | Bradford                         | Inglaterra     | St George's Hall, Bradford              |
| Norteamérica (primera etapa) Junto a Metallica (27 de marzo – 20 de mayo ; 10–17 de junio; 11 de julio – 3 de agosto de 1986) |                                  |                |                                         |
| 27 de marzo de 1986 | Valley Center, Kansas            | Estados Unidos | Britt Brown Arena                       |
| 29 de marzo de 1986 | Oklahoma City                    | Estados Unidos | Oklahoma State Fair Arena               |
| 1 de abril de 1986 | Kansas City, Misuri              | Estados Unidos | Kemper Arena (The Ultimate Sin Live)    |
| 2 de abril de 1986 | San Luis                         | Estados Unidos | Kiel Auditorium                         |
| 4 de abril de 1986 | Detroit                          | Estados Unidos | Joe Louis Arena                         |
| 5 de abril de 1986 | Chicago                          | Estados Unidos | UIC Pavilion                            |
| 6 de abril de 1986 | Milwaukee                        | Estados Unidos | MECCA Arena                             |
| 8 de abril de 1986 | Indianápolis                     | Estados Unidos | Market Square Arena                     |
| 9 de abril de 1986 | Richfield, Ohio                  | Estados Unidos | Richfield Coliseum                      |
| 10 de abril de 1986 | Erie, Pensilvania                | Estados Unidos | Erie Civic Arena                        |
| 12 de abril de 1986 | Johnston, Pensilvania            | Estados Unidos | Cambria County War Memorial Arena       |
| 13 de abril de 1986 | Syracuse, Nueva York             | Estados Unidos | Onondaga County War Memorial Arena      |
| 14 de abril de 1986 | Rochester, Nueva York            | Estados Unidos | Rochester Community War Memorial Arena  |
| 16 de abril de 1986 | Landover, Maryland               | Estados Unidos | Capital Centre                          |
| 17 de abril de 1986 | Binghamton, Nueva York           | Estados Unidos | Broome County Veterans Memorial Arena   |
| 18 de abril de 1986 | Bethlehem, Pensilvania           | Estados Unidos | Stabler Arena                           |
| 20 de abril de 1986 | Filadelfia                       | Estados Unidos | Spectrum                                |
| 21 de abril de 1986 | East Rutherford, Nueva Jersey    | Estados Unidos | Izod Center                             |
| 23 de abril de 1986 | Providence                       | Estados Unidos | Providence Civic Arena                  |
| 24 de abril de 1986 | New Haven, Connecticut           | Estados Unidos | New Haven Coliseum                      |
| 25 de abril de 1986 | Worcester, Massachusetts         | Estados Unidos | Worcester Centrum                       |
| 27 de abril de 1986 | Glens Falls, Nueva York          | Estados Unidos | Glens Falls Civic Center                |
| 28 de abril de 1986 | Hempstead, Nueva York            | Estados Unidos | Nassau Coliseum                         |
| 30 de abril de 1986 | Hampton                          | Estados Unidos | Hampton Coliseum                        |
| 2 de mayo de 1986 | Charlotte, Carolina del Norte    | Estados Unidos | Bojangles' Coliseum                     |
| 3 de mayo de 1986 | Johnson City, Tennessee          | Estados Unidos | Freedom Hall Civic Center               |
| 4 de mayo de 1986 | Memphis, Tennessee               | Estados Unidos | Mid-South Coliseum                      |
| 6 de mayo de 1986 | Nueva Orleans                    | Estados Unidos | Lakefront Arena                         |
| 8 de mayo de 1986 | Austin, Texas                    | Estados Unidos | Frank Erwin Center                      |
| 9 de mayo de 1986 | Houston                          | Estados Unidos | The Summit                              |
| 10 de mayo de 1986 | Fort Worth, Texas                | Estados Unidos | Tarrant County Convention Center Arena  |
| 12 de mayo de 1986 | El Paso, Texas                   | Estados Unidos | El Paso County Coliseum                 |
| 13 de mayo de 1986 | Albuquerque, Nuevo México        | Estados Unidos | Tingley Coliseum                        |
| 15 de mayo de 1986 | Denver                           | Estados Unidos | McNichols Sports Arena                  |
| 17 de mayo de 1986 | Salt Lake City                   | Estados Unidos | Salt Palace                             |
| 19 de mayo de 1986 | Tucson, Arizona                  | Estados Unidos | Tucson Community Center Arena           |
| 20 de mayo de 1986 | Phoenix, Arizona                 | Estados Unidos | Arizona Veterans Memorial Coliseum      |
| Asia |                                  | Estados Unidos |                                         |
| 24 de mayo de 1986 | Fukuoka                          | Japón          | Fukuoka Sunpalace                       |
| 26 de mayo de 1986 | Osaka                            | Japón          |                                         |
| 27 de mayo de 1986 | Osaka                            | Japón          | Orix Theater                            |
| 29 de mayo de 1986 | Nagoya                           | Japón          | Nagoya Civic Assembly Hall              |
| 31 de mayo de 1986 | Tokio                            | Japón          | NHK Hall                                |
| 1 de junio de 1986 | Tokio                            | Japón          | NHK Hall                                |
| 2 de junio de 1986 | Tokio                            | Japón          | Nippon Budokan                          |
| Norteamérica (segunda etapa)                                                                                                  |                                  |                |                                         |
| 10 de junio de 1986 | San Diego                        | Estados Unidos | San Diego Sports Arena                  |
| 11 de junio de 1986 | Las Vegas                        | Estados Unidos | Thomas & Mack Center                    |
| 13 de junio de 1986 | Long Beach, California           | Estados Unidos | Long Beach Arena                        |
| 14 de junio de 1986 | Long Beach, California           | Estados Unidos | Long Beach Arena                        |
| 15 de junio de 1986 | Long Beach, California           | Estados Unidos | Long Beach Arena                        |
| 16 de junio de 1986 | Daly City, California            | Estados Unidos | Cow Palace                              |
| 17 de junio de 1986 | Daly City, California            | Estados Unidos | Cow Palace                              |
| 18 de junio de 1986 | Sacramento                       | Estados Unidos | Cal Expo Amphitheatre                   |
| 20 de junio de 1986 | Central Point, Oregón            | Estados Unidos | Jackson County Expo Pavilion            |
| 21 de junio de 1986 | Seattle                          | Estados Unidos | Seattle Coliseum                        |
| 22 de junio de 1986 | Seattle                          | Estados Unidos | Seattle Coliseum                        |
| 24 de junio de 1986 | Spokane                          | Estados Unidos | Spokane Coliseum                        |
| 25 de junio de 1986 | Portland                         | Estados Unidos | Portland Veterans Memorial Coliseum     |
| 27 de junio de 1986 | Vancouver                        | Canadá         | Pacific Coliseum                        |
| 29 de junio de 1986 | Calgary                          | Canadá         | Saddledome                              |
| 30 de junio de 1986 | Edmonton                         | Canadá         | Northlands Coliseum                     |
| 2 de julio de 1986 | Portland, Oregón                 | Estados Unidos | Veterans Memorial Coliseum              |
| 3 de julio de 1986 | Spokane, Washington              | Estados Unidos | Spokane Coliseum                        |
| 5 de julio de 1986 | Sacramento, California           | Estados Unidos | Cal Expo Amphitheatre                   |
| 7 de julio de 1986 | Des Moines, Iowa                 | Estados Unidos | Des Moines Veterans Memorial Auditorium |
| 8 de julio de 1986 | Omaha, Nebraska                  | Estados Unidos | Omaha Civic Arena                       |
| 9 de julio de 1986 | Bloomington, Minnesota           | Estados Unidos | Met Center                              |
| 11 de julio de 1986 | Ashwaubenon, Wisconsin           | Estados Unidos | Brown County Veterans Memorial Arena    |
| 12 de julio de 1986 | East Troy, Wisconsin             | Estados Unidos | Alpine Valley Music Theatre             |
| 13 de julio de 1986 | Hoffman Estates, Illinois        | Estados Unidos | Poplar Creek Music Theater              |
| 15 de julio de 1986 | Peoria, Illinois                 | Estados Unidos | Peoria Civic Arena                      |
| 16 de julio de 1986 | Fort Wayne                       | Estados Unidos | Allen County War Memorial Coliseum      |
| 17 de julio de 1986 | Columbus, Ohio                   | Estados Unidos | Ohio Expo Coliseum                      |
| 19 de julio de 1986 | Battle Creek, Míchigan           | Estados Unidos | Kellogg Arena                           |
| 20 de julio de 1986 | Saginaw, Míchigan                | Estados Unidos | Wendler Arena                           |
| 21 de julio de 1986 | Clarkston, Míchigan              | Estados Unidos | Pine Knob Music Theatre                 |
| 24 de julio de 1986 | Cincinnati                       | Estados Unidos | Riverbend Music Center                  |
| 25 de julio de 1986 | Louisville, Kentucky             | Estados Unidos | Cardinal Stadium                        |
| 26 de julio de 1986 | Evansville, Indiana              | Estados Unidos | Mesker Amphitheatre                     |
| 27 de julio de 1986 | Nashville, Tennessee             | Estados Unidos | Nashville Municipal Auditorium          |
| 29 de julio de 1986 | Chattanooga, Tennessee           | Estados Unidos | UTC Arena                               |
| 30 de julio de 1986 | Knoxville, Tennessee             | Estados Unidos | Knoxville Civic Coliseum                |
| 1 de agosto de 1986 | Charleston, West Virginia        | Estados Unidos | Charleston Civic Coliseum               |
| 2 de agosto de 1986 | Columbia, Maryland               | Estados Unidos | Merriweather Post Pavilion              |
| 3 de agosto de 1986 | Hampton, Virginia                | Estados Unidos | Hampton Coliseum                        |
| Monsters of Rock |                                  |                |                                         |
| 16 de agosto de 1986 | Castle Donington                 | Inglaterra     | Donington Park                          |
| 23 de agosto de 1986 | Estocolmo                        | Suecia         | Råsunda Stadium                         |
| 30 de agosto de 1986 | Núremberg                        | Alemania       | Zeppelin Field                          |
| 31 de agosto de 1986 | Mannheim                         | Alemania       | Maimarktgelände                         |
| Norteamérica (etapa final) Junto a Queensryche                                                                                |                                  |                |                                         |
| 5 de septiembre de 1986 | Pembroke Pines, Florida          | Estados Unidos | Hollywood Sportatorium                  |
| 6 de septiembre de 1986 | Orlando, Florida                 | Estados Unidos | Orange County Convention Center         |
| 7 de septiembre de 1986 | St. Petersburg, Florida          | Estados Unidos | Bayfront Arena                          |
| 9 de septiembre de 1986 | Atlanta                          | Estados Unidos | Omni Coliseum                           |
| 10 de septiembre de 1986 | Jacksonville, Florida            | Estados Unidos | Jacksonville Coliseum                   |
| 12 de septiembre de 1986 | Columbia, Carolina del Sur       | Estados Unidos | Carolina Coliseum                       |
| 13 de septiembre de 1986 | Greensboro, Carolina del Norte   | Estados Unidos | Greensboro Coliseum                     |
| 14 de septiembre de 1986 | Fayetteville, Carolina del Norte | Estados Unidos | Cumberland County Memorial Arena        |
| 16 de septiembre de 1986 | Providence, Rhode Island         | Estados Unidos | Providence Civic Arena                  |
| 17 de septiembre de 1986 | Springfield, Massachusetts       | Estados Unidos | Springfield Civic Arena                 |
| 18 de septiembre de 1986 | Filadelfia                       | Estados Unidos | Spectrum                                |
| 20 de septiembre de 1986 | Kingston, Nuevo Hampshire        | Estados Unidos | Kingston Fairgrounds Grandstand         |
| 21 de septiembre de 1986 | Hempstead                        | Estados Unidos | Nassau Coliseum                         |
| 23 de septiembre de 1986 | Portland, Maine                  | Estados Unidos | Cumberland County Civic Arena           |
| 24 de septiembre de 1986 | Montreal                         | Canadá         | Montreal Forum                          |
| 26 de septiembre de 1986 | Toronto                          | Canadá         | CNE Stadium                             |
| 27 de septiembre de 1986 | Toledo, Ohio                     | Estados Unidos | Toledo Sports Arena                     |
| 29 de septiembre de 1986 | Grand Rapids, Míchigan           | Estados Unidos | Welsh Auditorium                        |
| 30 de septiembre de 1986 | Trotwood, Ohio                   | Estados Unidos | Hara Arena                              |
| 3 de octubre de 1986 | Biloxi, Misisipi                 | Estados Unidos | Mississippi Coast Coliseum              |
| 5 de octubre de 1986 | Beaumont, Texas                  | Estados Unidos | Beaumont Civic Center                   |
| 7 de octubre de 1986 | Dallas                           | Estados Unidos | Reunion Arena                           |
| 8 de octubre de 1986 | Corpus Christi, Texas            | Estados Unidos | Memorial Coliseum                       |